# Poesiealbum neu
Das Poesiealbum neu ist eine Literaturzeitschrift, die halbjährlich bei der edition kunst & dichtung erscheint. Publikationsort ist Leipzig.

## Details
Das Poesiealbum neu ist die erste Fortsetzung der Lyrikreihe Poesiealbum aus dem Verlag Neues Leben Berlin, die 1990 eingestellt wurde. Die Publikation knüpft konzeptionell an die Sonderhefte der DDR-Lyrikreihe an, die nicht einem einzelnen Autor, sondern in anthologischer Weise der Vorstellung von Teilnehmern des alljährlichen Zentralen Poetenseminars in Schwerin gewidmet waren.
Die erste Ausgabe des Poesiealbum neu erschien im Frühjahr 2007. 2008 wurden vier Ausgaben, seitdem regelmäßig zwei Ausgaben pro Jahr veröffentlicht. In den Jahren 2012, 2014 und 2018 erschien zusätzlich jeweils eine Sonderausgabe. Herausgeber ist die Gesellschaft für zeitgenössische Lyrik.
Im Herbst 2007 nahm auch der Märkische Verlag die Veröffentlichung der eingestellten Lyrikreihe Poesiealbum wieder auf, allerdings unter dem alten Titel und unter Fokussierung auf einzelne Autoren pro Ausgabe.

## Bisherige Ausgaben
- Heft 1/2007: Auftaktheft; Titelbild: Norbert Wagenbrett
- Heft 2/2007: Bilanz; Titelbild: Katrin Kunert
- Heft 1/2008: Die vier Elemente; Titelbild: Angelika Rochhausen
- Heft 2/2008: Texte gegen Intoleranz; Titelbild: Sighard Gille
- Heft 3/2008: Lesen & Schreiben; Titelbild: Hassan Haddad
- Heft 4/2008: Gedichte für Kinder; Titelbild: Bilder aus dem Bleilaus-Verlag
- Heft 1/2009: Stadtlandschaften; Titelbild: Günter Richter
- Heft 2/2009: Deutschland. Gedichte; Titelbild: Collage Ralph Grüneberger und Torsten Hanke
- Heft 1/2010: Essen und Trinken; Titelbild: Walter Bodenthal
- Heft 2/2010: Bild und Bildner. Gedichte, Notate; Titelbild: Andreas Deckardt
- Heft 1/2011: Tierwelten. Gedichte; Titelbild: Ulrike Hirsch
- Heft 2/2011: Konsum & Kommerz. Gedichte; Titelbild: Joachim Scholz
- Heft 1/2012: Ohne Gepäck. Reisegedichte; Titelbild: Andreas Wachter
- Heft */2012: Immer schneller. Schülergedichte (Sonderheft)
- Heft 2/2012: Deutsche Inventuren. Gedichte; Titelbild: Annegret Bruhn
- Heft 1/2013: Gegen den Krieg. Gedichte & Appelle; Titelbild: Gerhard Kurt Müller
- Heft 2/2013: In Familie. Gedichte; Titelbild: Norbert Wagenbrett
- Heft 1/2014: Kein Marmor. Gedichte über Dichter; Titelbild: Ralf Maurer
- Heft 2/2014: Weißglut. Gedichte zu Farben; Titelbild: Gudrun Petersdorff
- Heft */2014: Gedichte von Welt. Leipzigs Partnerstädte (Sonderheft); Titelbild: Solomon Wija
- Heft 1/2015: O Freude. Leipzig im Gedicht. Lyrik und Prosaminiaturen; Titelbild: Gert Pötzschig
- Heft 2/2015: Alles fließt. Gedichte zur Bewegung; Titelbild: Sylvia Graupner
- Heft 1/2016: Firma dankt. Gedichte zur Arbeitswelt; Titelbild: Norbert Wagenbrett
- Heft 2/2016: Tugenden & Sünden. Gedichte; Titelbild: Rosa Loy
- Heft 1/2017: Resonanzen. Lyrik & Wissenschaft; Titelbild: Hans-Joachim Schwarz
- Heft 2/2017: Steinbrech. Gedichte zu Pflanzen; Titelbild: Verena Landau
- Heft 1/2018: Vom Glück. Gedichte; Titelbild: Katrin Kunert
- Heft */2018: Worthaft. Texte politischer Gefangener (Sonderheft); Titelbild: Synke Vollring
- Heft 2/2018: My generation. Gedichte; Titelbild: Bibi Johns
- Heft 1/2019: Größe spüren. Musikgedichte; Titelbild: Künstler unbekannt
- Heft 2/2019: Hauptstadt der Sehnsucht. New York-Gedichte; Titelbild: Antonius
- Heft 1/2020: Heimat & Heimatverlust; Titelbild: Titus Schade
- Heft 2/2020: Poesie & Narrheit; Titelbild: Andreas Weißgerber
- Heft 1/2021: Fahren & Gefahren; Titelbild: Sighard Gille
- Heft 2/2021: Was wir wollen. Gedichte; Titelbild: Mathias Perlet
- Heft */2022: 100.000 Worte – Dreißig Jahre Lyrikgesellschaft (Sonderheft)
- Heft 1/2023: Klimawandel mit Donnerwetter
- Heft 2/2023: Revolution. Gedichte
- Heft 1/2024: Von Sinnen. Gedichte
- Heft 2/2024: Architektur. Gedichte
- Heft 1/2025: Gute Nachrichten. Gedichte